# Henry Agalède
Henry Agalède, né à Rodez le 7 avril 1912 et mort à Albi le 20 février 1962, est un spéléologue français. Il poursuivit des études supérieures qui le spécialisèrent dans l'hydrogéologie et la pédologie.

## Biographie
Henry Agalède est né en 1912 à Rodez dans l'Aveyron.
Il est mort en 1962 à Albi dans le Tarn.

## Activités spéléologiques
Henry Agalède fut l'un des pionniers du renouveau spéléologique des années 1930. Il travailla notamment au Laboratoire de géologie du Muséum national d'histoire naturelle.
Membre fondateur du Spéléo-club de France, il fut l'élève du Révérend Père Raphaël-Marie Pouget.
Il explora l'aven ossuaire de Ferrussac et l'aven de la Matte, sur la commune de La Vacquerie-et-Saint-Martin-de-Castries, le 20 août 1930 (cf. Sources et références).
Peu de temps auparavant, le 3 août 1930, il pénétra en bateau dans la source du Lèbre, comme l'atteste Édouard-Alfred Martel dans Les Causses Majeurs :

« A Cornus, (4 kilom. Nord-Ouest de la Sorgue), le ruisseau du Lèbre sort au pied de la couronne du Larzac, derrière le bourg, par la grotte de Cornus, à 650 mèt. d’altitude (hors du bajocien, sur les marnes toarciennes). Difficilement l’abbé Pouget, avec MM. Agalède et Castagné a pu pénétrer (par un trop-plein), de 90 mèt. en bateau et à la nage, jusqu’à « une voûte mouillante » (3 août 1930), à revoir par temps de grande sécheresse (température 10°) »

## Sources
- « AGALEDE Henry (1913-1962) », Spelunca, Paris, Fédération française de spéléologie, 4e série, no 31 « Spécial centenaire de la spéléologie »,‎ juillet-septembre 1988, p. 16
- Damien Delanghe, Médailles et distinctions honorifiques, Fédération française de spéléologie, coll. « Les Cahiers du CDS » (no 12), 2001 (lire en ligne).
- Association des anciens responsables de la fédération française de spéléologie : In Memoriam.
- GERSAM (collectif), Document de synthèse confidentiel sur l'inventaire spéléologique du Larzac et de la Séranne, Montpellier, 1992 (lire en ligne)
- Bernard Gèze, « In memoriam. Henry Agalède », Spelunca, Paris, Société spéléologique de France & Comité national de spéléologie, 4e série, no 1,‎ 1962, p. 35
- Édouard-Alfred Martel : Les Causses Majeurs.